# وصلت خوش یمن بسیار محتاطانه
وصلت خوش یمن بسیار محتاطانه (به هندی: Shubh Mangal Saavdhan) و بگذار ازدواج مفید باشد (به انگلیسی: Let the Marriage be fruitful) فیلمی هندی محصول سال ۲۰۱۷ و به کارگردانی آر.اس. پراسانا است. در این فیلم بازیگرانی همچون آیوشمان کورانا، بومی پدنکار و جیمی شرگیل ایفای نقش کرده‌اند.